# Kentoku Noborio
Kentoku Noborio (登尾 顕徳 Noborio Kentoku?, nacido el 30 de noviembre de 1983 en Kagoshima) es un exfutbolista japonés. Jugaba de defensa y su último club fue el Volca Kagoshima de Japón.

## Trayectoria

### Clubes
| Club                | País  | Año         |
| ------------------- | ----- | ----------- |
| Kyoto Sanga FC      | Japón | 2006 - 2008 |
| Tokushima Vortis    | Japón | 2008 - 2011 |
| Giravanz Kitakyushu | Japón | 2012        |
| Volca Kagoshima     | Japón | 2013        |

## Estadística de carrera

### J. League
| Club                | Año   | J. League | J. League | Copa J. League | Copa J. League | Total | Total |
| Club                | Año   | Part.     | Goles     | Part.          | Goles          | Part. | Goles |
| ------------------- | ----- | --------- | --------- | -------------- | -------------- | ----- | ----- |
| Kyoto Purple Sanga  | 2006  | 20        | 0         | 2              | 0              | 22    | 0     |
| Kyoto Sanga FC      | 2007  | 0         | 0         | -              | -              | 0     | 0     |
| Kyoto Sanga FC      | 2008  | 0         | 0         | 0              | 0              | 0     | 0     |
| Tokushima Vortis    | 2008  | 35        | 0         | -              | -              | 35    | 0     |
| Tokushima Vortis    | 2009  | 39        | 5         | -              | -              | 39    | 5     |
| Tokushima Vortis    | 2010  | 14        | 1         | -              | -              | 14    | 1     |
| Tokushima Vortis    | 2011  | 0         | 0         | -              | -              | 0     | 0     |
| Giravanz Kitakyushu | 2012  | 8         | 1         | -              | -              | 8     | 1     |
| Total               | Total | 116       | 7         | 2              | 0              | 118   | 7     |